# Ignite
Ignite é uma banda de hardcore melódico de Orange County, California. Formada em 1993, surgiu da ideia de trazer de volta o estilo hardcore melódico para a costa oeste dos Estados Unidos, fortemente influenciada pelo metal. O seu primeiro álbum de sucesso comercial foi lançado em 30 de maio de 2000, pela TVT Records, institulado "A Place Called Home", porém a banda já era conhecida e bem vista entre os fãs de hardcore, graças às diversas turnês, tendo visitado mais de 40 países.
Grande parte das músicas possuem letras carregadas de consciência social e política. Ignite apoia ativamente, inclusive através de doações de recursos, organizações como Earth First, Doctors Without Borders (Médicos Sem Fronteiras), Sea Shepherd, e Pacific Wildlife. Questões como preocupação ambiental e vegetarianismo são frequentemente abordados pelo vocalista Zoltán "Zoli" Téglás e podem ser encontradas nas letras do álbum "A Place Called Home". O legado do sistema comunista na Europa Oriental é outro tema recorrente, em grande parte devido à origem húngara de Zoli Téglás (em uma faixa escondida no final de "A Place Called Home" e "Our Darkest Days", Téglás canta uma tradicional canção popular em húngaro para a música da faixa-título do álbum). A musica "Poverty for all" fala sobre o comunismo na Hungria e a revolução popular, que derrubou o governo opressor soviético, como diz a musica "Para lutar contra a tirania,em 56 nós lutamos contra a ocupação,o jovem e o velho,contra o regime comunista".
Em 2006 Ignite lançou seu álbum de maior sucesso, "Our Darkest Days".
O álbum está no topo da lista da Pastepunk.com, como o número 1 do top 25 álbuns de 2006.
Leitores da Up Magazine (UK) elegeram "Our Darkest Days" como melhor álbum de 2006.

## Membros

### Atuais
- Zoltan "Zoli" Téglás – vocal
- Brian Balchack – guitarra
- Kevin Kilkenny - guitarra
- Brett Rasmussen – baixo
- Craig Anderson – bateria

### Ex-membros
- Casey Jones
- Joe Foster
- Joe Nelson
- Randy Johnson
- Gavin Oglesby

## Discografia
- 1994: Scarred For Life - Lost & Found Records
- 1995: In My Time (EP) - Lost & Found Records
- 1995: Family - Lost & Found Records
- 1995: Call on My Brothers - 'Conversion Records
- 1996: Ignite / Good Riddance (split)
- 1996: Straight Ahead - Rovers Records
- 1996: Past Our Means (EP) - Revelation Records
- 1997: Ignite / X-Acto (split) - Ataque Sonoro Records
- 2000: A Place Called Home - TVT Records
- 2006: Our Darkest Days - Abacus Recordings (EUA), Century Media Records (Europa)
- 2016: " A War Against You